# Franz Limmer
Pour les articles homonymes, voir Limmer.
Franz Limmer est un compositeur autrichien. Il naît à Matzleinsdorf, près de Vienne, le 2 octobre 1808, et meurt le 19 janvier 1857 à Temeswar (Timişoara de nos jours).

## Biographie
Franz Limmer est le fils unique du propriétaire d'une laiterie à Vienne. Son père veut d'abord que son fils suive ses traces mais Franz est autorisé à suivre une formation musicale. Il commence à étudier à 10 ans le violon et la guitare avec un enseignant prénommé Klein, puis, après avoir quitté l'école, il entre au conservatoire de Vienne où il suit les cours de violoncelle d'Hartinger et les cours de clarinette de Friedlowsky. Lors de la remise de son diplôme, il obtient la médaille d'argent d'honneur avec un portrait de Mozart sur la face, et son nom et la date d'obtention gravés sur le dos. Cet honneur lui permet d'entrer immédiatement dans le cercle musical Viennois. Encouragé par ce succès, il étudie alors la composition et l'harmonie avec Erasmus Kessler et Ignaz Ritter von Seyfried (1776–1841).
Il commence à travailler à sa première messe à 17 ans, qui est créée à l'église des Augustins de Vienne avant ses 18 ans. Cet évènement attire l'attention sur Franz Limmer et une période productive suit alors.
En 1834, à 26 ans, Limmer accepte le poste de chef d'orchestre du théâtre allemand à Timisoara à la demande de son directeur, Theodor Müller. Le théâtre produit 15 opéras par an, y compris des premières locales du Fidelio de Beethoven et de l'Ernani, du Macbeth et de l'Otello de Verdi. Il compose son Grand Quintuor pour piano, violon, alto, violoncelle et basse op.13 durant cette période. Un an plus tard, il prend la succession de Joseph Kratochwi comme directeur musical de la Cathédrale de Timişoara.
Limmer vit à Timişoara jusqu'à sa mort le 19 janvier 1857.

## Musique
Limmer a tenté quelques innovations. Selon le journaliste et historien Béla Schiff, Limmer a dirigé un concert du chœur de la cathédrale accompagné par des hussards à cheval jouant de la trompette militaire le 17 juillet 1842 à l'occasion de la pose de la première pierre d'un nouveau bâtiment pour l'infanterie.
Limmer est un violoncelliste accompli. Il a composé un trio pour trois violoncelles et un quatuor pour quatre violoncelles.

## Œuvres
La plupart des œuvres de Limmer n'ont pas été imprimées et de ce fait il passe pour avoir été peu prolifique.
Selon son biographe et ami Frigyes Pesty, les compositions suivantes se trouvaient dans les archives de Temeswar en 1859 :
- Grande Messe pour orchestre en sol majeur
- Messe pour orchestre de chambre en do majeur
- Grande Messe pour orchestre en fa majeur
- Missa brevis pour orchestre de chambre en si majeur
- Offertorium pour clarinette solo en fa majeur
- Offertorium pour cor en mi bémol majeur
- Graduale pour orchestre et chœurs
- Te Deum pour vents
- 2 Hymnes Domine non sum dignum en mi bémol majeur et en fa majeur
- 1 Requiem en si majeur
- Sonate pour piano et alto en sol mineur

Les œuvres suivantes de Limmer nous sont parvenues imprimées :
- Offertorium pour violon solo, publié par Diabelli et dédié à Canonicus Róka
- Quatuor à cordes op.10 (Vienna: P.Mechetti qm. Carlo, ca.1830 ; nouvelle édition Munich : Musik Südost) (voir aussi klassika)
- Quatuor pour quatre violoncelles en mi bémol majeur op.11, Vienne : P.Mechetti qm. Carlo, ca.1830 ; nouvelle édition Amsterdam : A.J.Heuwekemeijer, 1970 (voir klassika)
- Trio pour trois violoncelle op.12. Leipzig : Cranz, 1831 (voir klassika)
- Grand Quintuor pour le Pianoforte avec Accompagnement de Violon, Viola, Violoncelle et Basse composé et dédié à Monsieur Rémond Härtel par François Limmer Oeuv. 13, Leipzig : Breitkopf und Härtel, 1835 (voir klassika) (partition gratuite sur IMSLP)